# Мокса (Тюрингия)
Мокса (нем. Moxa) — община в Германии, в земле Тюрингия. 
Входит в состав района Заале-Орла. Подчиняется управлению Ранис-Цигенрюк.  Население составляет 86 человек (на 31 декабря 2010 года). Занимает площадь 4,67 км².